# Vienna Gate

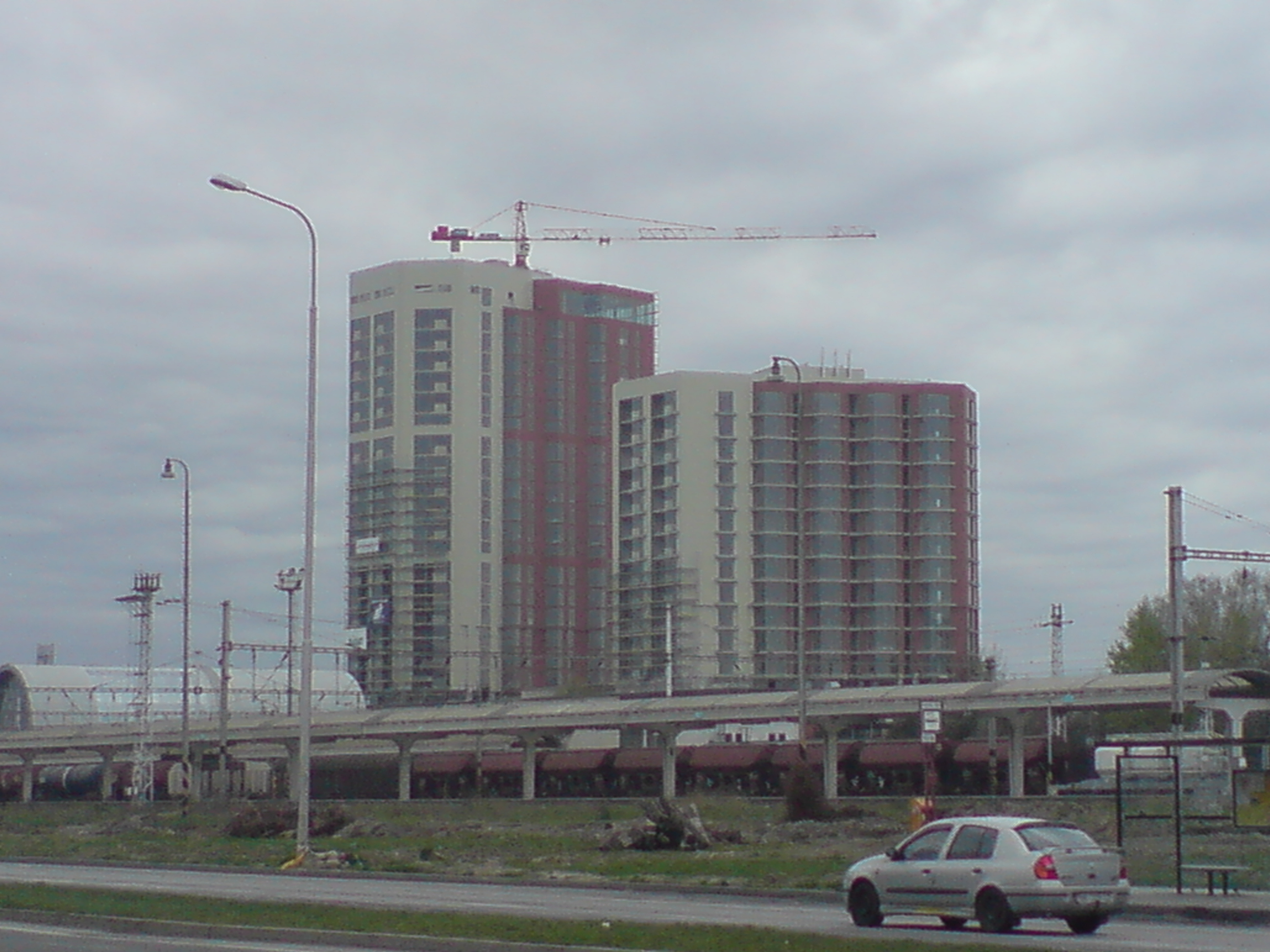
Pohled na železniční stanici a rozestavěný komplex z Panónské (duben 2008)

Vienna Gate (Vídeňská brána) je polyfunkční komplex v Bratislavě na Kopčianské ulici v Petržalce. Komplex byl ve výstavbě od roku 2006 a dokončen byl v roce 2008. Nachází se přímo naproti železniční stanici Bratislava-Petržalka. 

## Popis
Komplex je tvořen dvěma výškovými budovami s výškou 78 metrů s 22 podlažími (část Vienna, resp. Vídeň) a 56 metrů s 16 podlažími (část Gate, resp. brána). Název Vienna Gate komplex dostal protože je prvním objektem viditelným z prostoru před železniční stanicí a má sloužit jako „brána“ do Bratislavy z Rakouska při cestování po železnici.
Dvě výškové budovy Vienna a Gate jsou určeny k bydlení, nacházejí se zde byty různých velikostí, společný parter je určen pro různé služby. Nachází se zde nákupní pasáž s rozlohou 10 tisíc m².